# Guillaume Dupré

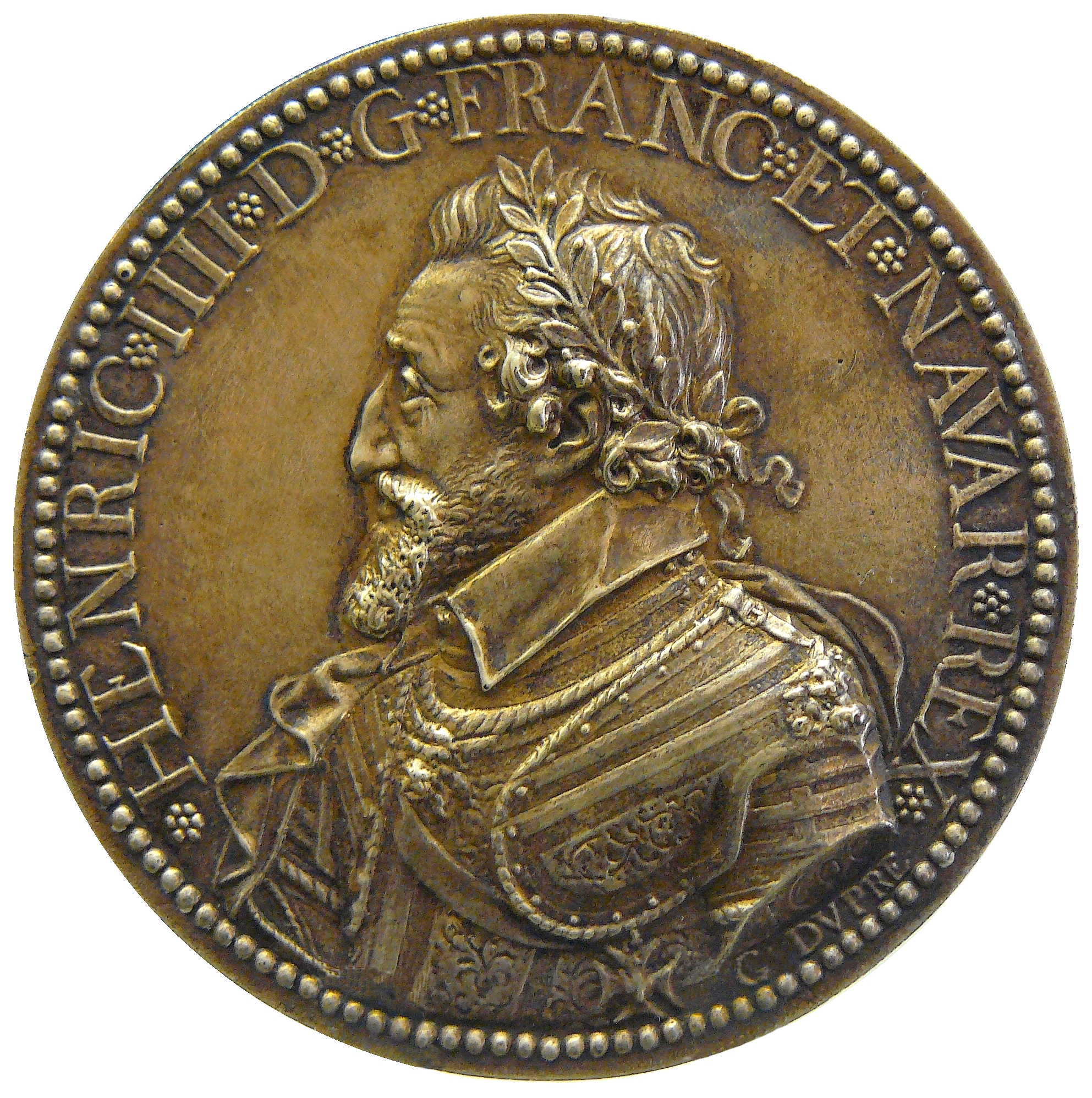
Medaglia raffigurante un busto di Henri IV, 1600, Cabinet des médailles, Paris

Guillaume Dupré (Sissonne, 1576 circa – Parigi, 1644) è stato un medaglista e scultore francese. Esiste anche una sua statua che ritrae Enrico IV e che si trova al Louvre.

## Biografia
La sua vita e la sua carriera artistica sono poco note e Luc Smolderen che gli ha dedicato una monografia ritiene « que le moment est sans doute venu de lui consacrer l'ouvrage que l'importance de son rôle dans l'Histoire de la Médaille française justifierait. » "è probabilmente giunto il momento di dedicargli l'attenzione giustificata dal suo ruolo nella storia della Medaglia francese. "
Nacque a Sissonne verso il 1576. Nel 1604 ebbe un figlio, Abraham, che divenne a sua volta un incisore di medaglie. Nel 1597 si mise al servizio di Enrico IV di Francia. Nel 1604 fu nominato Controllore delle monete francesi con Jean Pillon. Nel 1611 successe come Primo scultore reale a suo suocero, lo scultore Barthélémy Prieur (autore dei due busti bronzei La Francia e La Navarra conservati al Museo civico Amedeo Lia a La Spezia). Nel 1612 intraprese un lungo viaggio in Italia e, nel 1629 fu addirittura nominato Commissario generale dell'Artiglieria.
In Italia ha collaborato con Adriaen de Vries per la realizzazione di una statua equestre di Vittorio Amedeo I di Savoia, che si trova nel Palazzo reale di Torino.

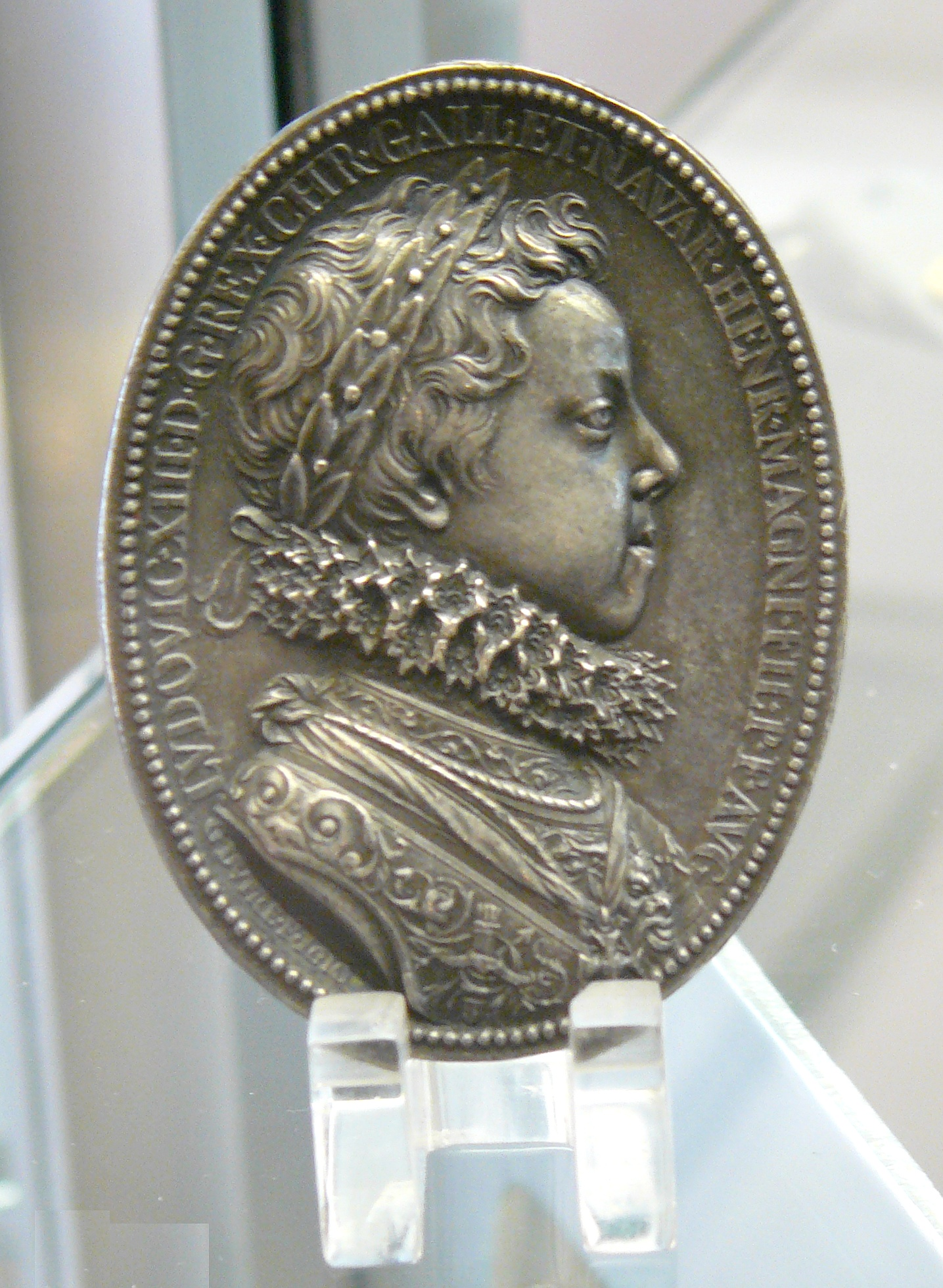
Luigi XIII bambino, 1610, Cabinet des médailles, Paris

Le sue opere sono per lo più caratterizzate da un elevato realismo.